# 赤坂の夜は更けて/女の意地
「赤坂の夜は更けて／女の意地」（あかさかのよはふけて／おんなのいじ）は、1965年12月に発売された西田佐知子のシングルレコードである。発売元はポリドール・レコード（現：ユニバーサルミュージック）。品番：SDR-1158。

## 解説
ムード歌謡風の2タイトルが収録されたシングル盤。2曲共に作者は東京放送の音楽プロデューサー・ディレクターとして知られた鈴木道明で、代表作に日野てる子の「夏の日の想い出」などがある。演奏は、ともにポリドール・オーケストラ。
「赤坂の夜は更けて」は、島倉千代子・和田弘とマヒナスターズ・三島敏夫・武井義明ら他歌手と競作となったが、最もヒットした（一般的に最もメジャーな）ものが西田佐知子版である。西田盤は1968年時点で50万枚を売り上げている。のちにちあきなおみ・藤圭子・麻生よう子など、そのときどきの流行歌手にカヴァーされている。 歌詞は2コーラス分しかないが、西田版は1コーラス分丸々間奏がある。また、1965年大晦日放送の『第16回NHK紅白歌合戦』に出演し（連続5回目）、本楽曲を披露した。
「女の意地」は西田本人が好んで歌い、1970年から1971年頃にリバイバル・ヒット。1970年12月には、新たに録音し直し「赤坂の夜は更けて」とのカップリングでない「女の意地／傷ついた花びら」も発売された。1970年大晦日の『第21回NHK紅白歌合戦』でも披露され、翌年に入り大ヒットし40万枚を売り上げ、翌年の年間ヒットチャート（オリコン調べ）では第28位にランクインしている。尚、1971年に関口宏と結婚してからは歌手活動をセーブしたため、連続出場10回目を飾った1970年が最後の紅白出演となっている。
各レコード会社が共同で製作したコンピレーション・アルバム『青春歌年鑑』では、「女の意地」が『青春歌年鑑 1965 BEST30』と『青春歌年鑑 1971 BEST30』の2作品に収録されている。また、『青春歌年鑑 1965 BEST30』には「赤坂の夜は更けて」も収録。

## 収録曲
1. 赤坂の夜は更けて（3:34） 
  - 作詞・作曲: 鈴木道明、編曲: 川上義彦
2. 女の意地（3:58） 
  - 作詞・作曲: 鈴木道明、編曲: 川上義彦

## 収録作品
赤坂の夜は更けて・女の意地
- 西田佐知子 アカシアの雨がやむとき（1993年：POCH-1288）
- 全曲集（1994年：POCH-1437）
- 西田佐知子全曲集（1999年：POCH-1842）
- スーパー・バリュー 西田佐知子（2001年：UPCH-8010）
- GOLDEN☆BEST 西田佐知子（2003年：UICZ-6041）
- 西田佐知子 ベスト10（2005年：UPCY-9016）
- ベストヒット&カラオケ 西田佐知子（2006年：UPCY-6167）
- 西田佐知子 魅惑のヒット集ベリーベスト（2006年：EJS-5）
- 西田佐知子歌謡大全集（2007年：UPCY-9096/100）
- 西田佐知子 エッセンシャル・ベスト（2007年：UPCY-9137）
- 初めての街で 〜西田佐知子ベストセレクション〜（2009年：UPCY-6543）

- 島倉千代子版

1965年10月に発売された島倉千代子のシングル。酒井政利のプロデュース作品。多くの歌手との競作となったが、レコードは西田佐知子が多く売り上げ、島倉版のこの曲は西田版の10分の1ほどの売上に留まった。

### 収録曲
1. 赤坂の夜は更けて
作詞・作曲：鈴木道明、編曲：佐伯亮
2. 風の中のあなた
作詞：沢田直美、作曲：戸塚三博、編曲：岡田みのる

## カバー
赤坂の夜は更けて
- 舟木一夫（アルバム「ひとりぼっち 舟木一夫の夜」(LP)収録。1967年：ALS-4295)
- 藤圭子（アルバム「演歌全集8枚組(憂愁)」収録。1973年：JRS-9225）
- 朝丘雪路（アルバム「別れのスナック」収録。1975年）
- 麻生よう子（シングル「ワン・レイニー・ナイトイン・トーキョー」カップリング収録。1980年：7DX-1013）
- チェウニ（アルバム「Tokyo・トーキョー・東京」収録。2002年：TECE-28331）

女の意地
- 平浩二（シングル「女の意地」収録。1970年：SN-1032） - 平版の累計売上は35万枚に達し、自身初のヒット曲となった[6]。
- 内山田洋とクール・ファイブ（シングル「女の意地」収録。1971年：JRT-1155）
- 藤圭子（アルバム「演歌全集8枚組(恋心)」収録。1973年：JRS-9226）
- 石川さゆり（アルバム「あいあい傘」収録。1976年）
- はやぶさ（アルバム「歌謡カヴァーソングス」収録。2013年）

## 映画
- 西田の「女の意地」をモチーフとした同名の映画を日活が製作、1971年5月5日に公開した。
  - 監督 : 斎藤光正、脚本 : 下飯坂菊馬、主演は松原智恵子